# Solid Edge
Solid Edgeとは米国アラバマ州ハンツビルに本社を置くIntergraph社が1996年にリリースを開始した、パラメトリック・フィーチャベースの3次元CADソフトウェアで、世界で初めてマイクロソフト社のOffice Compatibleを取得したWindows完全準拠の機械系CADシステムである。その後バージョン4まではモデリングカーネルにACISを採用していたが、1998年にUnigraphics Solutions社に買収されたのを機に、同社開発のモデリングカーネルであるParasolidベースになり、現在はSIEMENS PLM Software社が開発を継続している。

## 特徴
バージョン20まではヒストリを持つパラメトリック・フィーチャベースCADとして開発が続けられてきたが、2008年夏にリリースされたバージョンSTでは同社新開発のシンクロナステクノロジ（現在米国にてパテント申請中）を採用し、従来のヒストリCADの課題であった変更の度に発生するフィーチャの再計算をなくしつつ、パラメトリックやフィーチャの恩恵を受けられる、ヒストリとノンヒストリの良い所取りをしたシステムに生まれ変わっている。またSTになった後も従来のヒストリを使ったモデリング環境は残されており、ユーザは状況に応じて適切なモデリング環境を選択できる。

## Solid Edge 2D Drafting
同社はSolid Edgeのドラフティング環境（図面モジュール）を切り出して、無償配布している（要登録）。2次元の基本的な作図および編集機能を有しており、DWGやDXFの入出力機能の他、データの保存や印刷も可能で、有償版Solid Edgeで作成した図面ファイル (.dft) を開く事もできるが、3次元データから作成した図面ビューへの寸法配置や編集はできない。よって有償版Solid Edgeで作成された3次元データの図面化作業用として使うことは想定されておらず、あくまでも2次元CADとしての使用が主たる目的となる。また有償版Solid Edgeのバージョンアップに伴いSolid Edge 2D Draftingも継続してリリースされるので、無償でありながらバージョンアップも可能となっている。